# Amphipyra pyramidea
Espèce
La Noctuelle cuivrée ou la Pyramide, Amphipyra pyramidea, est une espèce de lépidoptères (papillons) de la famille des Noctuidae et de la sous-famille des Amphipyrinae. 

## Description

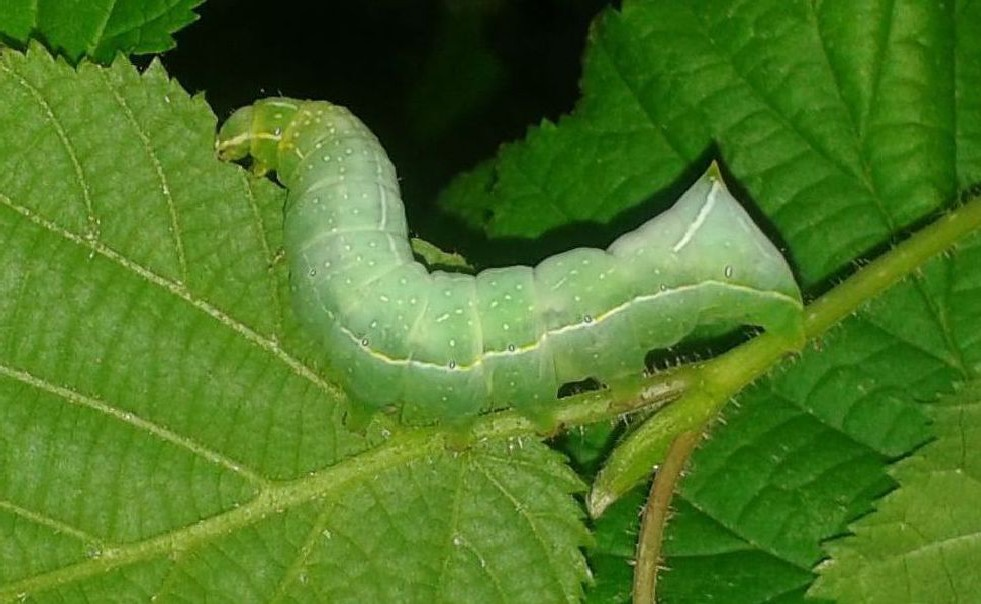
Chenille
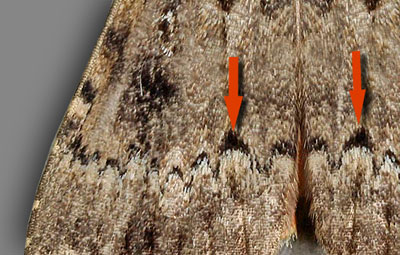
Particularité de A. pyramidea par rapport à A. berbera
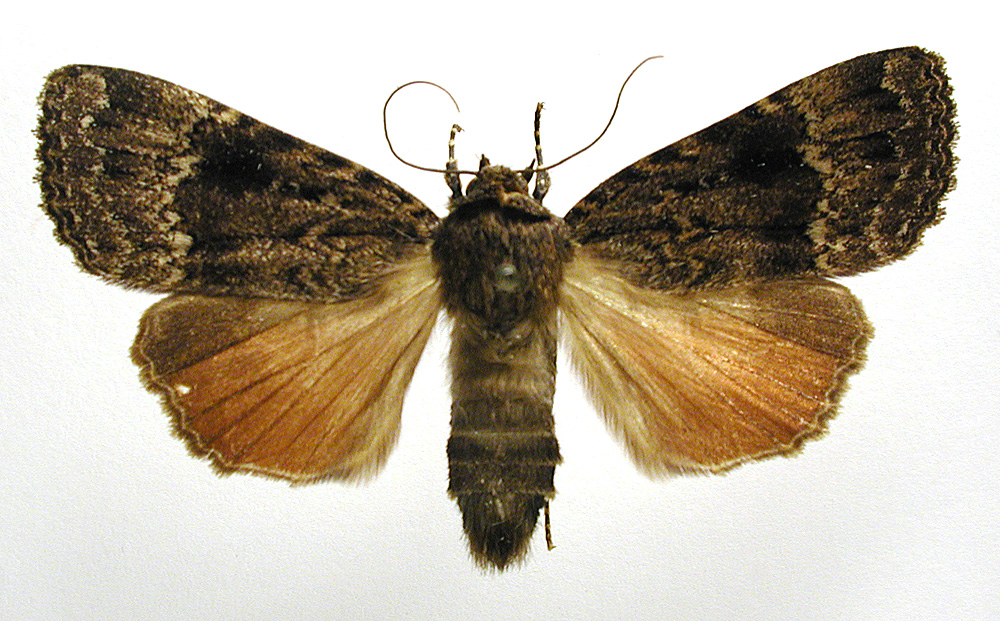

## Répartition et habitat
- Répartition : Europe, toute la France métropolitaine.
- Habitat : divers lieux boisés, y compris dans les villes.

## Biologie
Espèce univoltine, les œufs sont pondus dans les arbres à feuilles caduques en automne. Ils éclosent au printemps. Les chenilles sont visibles en avril-mai, elles se nourrissent des chênes, du charme, des frênes... La nymphose se passe dans le sol en juin et l'émergence a lieu de juillet à septembre.

## Systématique
L'espèce Amphipyra pyramidea a été décrite par l'entomologiste suédois Carl von Linné en 1758, sous le nom initial de Phalaena pyramidea.

### Synonymie
- Phalaena pyramidea Linné, 1758 Protonyme
- Phalaena navicularis Geoffroy, 1785
- Amphipyra navicularis (Geoffroy, 1785)[1]
- Amphipyra pyramidea obscura Oberthur, 1880[2]
- Amphipyra pyramidea var. obliquilimbata Graeser, 1888[3]
- Amphipyra yama Swinhoe 1918
- Amphipyra apyra Bryk, 1942[4]
- Amphipyra pyramidea cuprior Fleteche, 1968

### Noms vernaculaires
- Noctuelle cuivrée
- Noctuelle du noyer[5]
- Noctuelle pyramide[6]
- Pyramide.

### Taxinomie
Il existe un sous-genre : Amphipyra (Amphipyra) ; le nom complet est Amphipyra (Amphipyra) pyramidea.
Depuis 1967, cette espèce a été séparée de Amphipyra berbera Rungs, 1949 ou Amphipyra (Amphipyra) berbera Rungs, 1949.